# Canton de Saint-Germain-en-Laye-Sud
Le canton de Saint-Germain-en-Laye-Sud est une ancienne division administrative française, située dans le département des Yvelines et la région Île-de-France.
Élue conseillère générale depuis 22 ans, Catherine Péricard a succédé à son mari en 1989.
En 2011, les élections s'annoncent pour elle plus difficile, face à deux autres candidats de la majorité présidentielle :
- Philippe Pivert, candidat Divers droite et 3e adjoint au maire UMP de Saint-Germain-en-Laye,
- Bertrand Dargnies, cadre national de l'UMP, soutenu par le Parti chrétien démocrate (mouvement associé à l'UMP).
Face à eux, se présenteront également Pascal Lévêque (Parti Socialiste), Géraldine Poisson (Europe Écologie Les Verts) et Hubert D'Halluin (FN).
Le 27 mars 2011, à l'issue du second tour des élections cantonales, le candidat Philippe Pivert est élu conseiller général du canton avec 53,19 % des voix (1 811 votants) face à la candidate sortante Catherine Péricard.

## Composition
Le canton de Saint-Germain-en-Laye-Sud comprenait trois communes jusqu'en mars 2015 :
- Aigremont : 1 109 habitants,
- Chambourcy : 5 844 habitants,
- Saint-Germain-en-Laye, fraction de commune : 22 801 habitants.

## Représentation
| Période | Période | Identité           | Étiquette    | Qualité |
| ------- | ------- | ------------------ | ------------ | --- |
| 1967    | 1976    | Pierre Régis       | UDR          | Instituteur Député (suppléant de Jean-Paul Palewski) (1976 → 1978) Conseiller général du Pecq (1976 → 1992)                                             |
| 1976    | 1989    | Michel Péricard    | UDR puis RPR | Journaliste Député des Yvelines (1978 → 1999) Maire de Saint-Germain-en-Laye (1977 → 1999)                                                              |
| 1989    | 2011,   | Catherine Péricard | RPR puis UMP | Infirmière au Centre hospitalier de Saint-Germain-en-Laye Suppléante du député Pierre Morange (2002-2007) Épouse du précédent                           |
| 2011    | 2015    | Philippe Pivert    | UMP puis UDI | Sportif de haut niveau, enseignant Maire-adjoint de Saint-Germain-en-Laye (2001 → 2016) Conseiller départemental de Saint-Germain-en-Laye (2015 → 2016) |

## Démographie
| 1968 | 1975 | 1982 | 1990   | 1999   | 2006   | 2011   | 2012   |
| ---- | ---- | ---- | ------ | ------ | ------ | ------ | ------ |
| -    | -    | -    | 27 491 | 26 400 | 28 490 | 28 746 | 28 101 |